# Klageart
Die Klageart beschreibt die Zielrichtung einer prozessualen Klage. Die Unterscheidung verschiedener Klagearten ist im Zivilprozess sowie in den Verfahren der öffentlich-rechtlichen Gerichtsbarkeit von Bedeutung. Dem Strafverfahren ist der Begriff der Klageart hingegen fremd.

## Überblick
Die verschiedenen Klagearten kann man in unterschiedlicher Weise systematisieren.
Zunächst kann man objektive und subjektive Verfahren unterscheiden. In einem objektiven Verfahren wird eine Rechtsnorm auf ihre Vereinbarkeit mit dem höherrangigen Recht, also mit der objektiven Rechtsordnung, überprüft. Ist sie rechtswidrig, so wird ihre Nichtigkeit ausgesprochen (vgl. Nichtigkeitsdogma). Bei den objektiven Verfahren handelt es sich also um Verfahren, bei denen eine Norm unmittelbarer Prüfungsgegenstand ist; man spricht daher von „prinzipalen“ Normenkontrollverfahren. In einem subjektiven Verfahren wird dagegen die Verletzung subjektiver Rechte des Klägers geprüft. Die Rechtmäßigkeit einer Norm ist allenfalls eine Vorfrage („inzidente Normenkontrolle“). Vor allem im Verwaltungsprozessrecht erfordert daher schon die Zulässigkeit der Klage, dass eine Verletzung der Rechte des Klägers möglich ist (Klagebefugnis). Jedes Gericht ist berechtigt und verpflichtet, verfassungswidrige untergesetzliche Normen unangewendet zu lassen, wobei eine solche inzidente Entscheidung – anders als bei der prinzipalen Normenkontrolle – nicht allgemein, sondern nur für das vorliegende Verfahren gilt (→ präkonstitutionelles Recht). Für formelle Gesetze liegt das Verwerfungsmonopol dagegen beim Bundesverfassungsgericht, dem die Frage zur allgemein verbindlichen Entscheidung vorzulegen ist (konkrete Normenkontrolle).
Weiter kann man, je nach den Verfahrensbeteiligten, den Außenrechtsstreit vom Innenrechtsstreit unterscheiden. Während am – viel häufigeren – Außenrechtsstreit Rechtssubjekte, also natürliche und juristische Personen, beteiligt sind, finden Innenrechtsstreits innerhalb einer juristischen Person statt, sei es, dass deren Organe miteinander streiten (Interorganstreit) oder die Meinungsverschiedenheiten gar innerhalb des Organs ausgetragen werden (Intraorganstreit). Die Innenrechtsstreitigkeiten bilden schon deshalb eine Ausnahme, weil dem Innenrecht lange Zeit die Rechtsqualität abgesprochen wurde. Während solche Verfahren mitunter ausdrücklich geregelt sind (etwa der Bundesorganstreit), fehlen beispielsweise für den Kommunalverfassungsstreit entsprechende Regelungen, sodass auf die vorhandenen Klagearten zurückgegriffen werden muss.
Auch kann man Leistungsklage, Gestaltungsklage und Feststellungsklage unterscheiden: auf Grund der Leistungsklage wird der Beklagte zu einer Leistung verurteilt, während die Gestaltungsklage die Rechtslage verändert („gestaltet“). Die Feststellungsklage wiederum dient dazu, das Bestehen oder Nichtbestehen eines Rechtsverhältnisses feststellen zu lassen.
Weitere Verfahrensmodi sind:
- Zwischenstreit: Streit über die Zulässigkeit einer Verfahrensart
- Prätendentenstreit: Streit zwischen mehreren Anspruchstellern
- Urkunden-, Scheck- und Wechselprozess: beschleunigte Verfahren mit begrenzten Beweismitteln, begrenztem Rechtlichen Gehör (→ Vorbehaltsurteil)
- Stufenstreit: Rechtsschutzziel ist nur durch Kombination von Verfahren zu erreichen, die Klage wird in separaten Stufen betrieben
- Widerklage: Klage des Beklagten gegen den Kläger im gleichen Verfahren
- Wiederaufnahme (Wiederaufnahme des Verfahrens, Wiederaufnahmeklage, Nichtigkeitsklage oder Restitutionsklage) – nach bestands- oder rechtskräftigem Abschluss eines Verfahrens kann erneute Entscheidung  herbeigeführt werden wegen neuer Umstände, neuer Beweise oder neuer Rechtslage (→ Rückwirkung)
- Vollstreckungsgegenklage: für Einwendungen gegen einen Titel als solchen
- Drittwiderspruchsklage: für Einwendungen Dritter
- Klage auf vorzugsweise Befriedigung: für Anspruchssteller von Pfand- und Vorzugsrechten

## Zivilprozess
Das deutsche Zivilprozessrecht kennt die Leistungsklage, die Gestaltungsklage und die Feststellungsklage.
Die Leistungsklage begehrt den Ausspruch, dass der Beklagte zur Vornahme einer bestimmten Handlung verpflichtet ist. Diese Handlung kann in einem Tun, etwa der Zahlung einer bestimmten Geldsumme, oder einem Unterlassen, etwa einer ehrverletzenden Äußerung, bestehen (Unterlassungsklage).
Die Gestaltungsklage verlangt von dem Gericht eine eigene rechtsgestaltende Handlung. Ein Beispiel ist etwa die Auflösungsklage, mit der ein Gesellschafter einer Gesellschaft deren Auflösung begehrt, oder die Scheidungsklage, bei der mit Rechtskraft des Urteils die Ehe geschieden ist.
Die Feststellungsklage schließlich dient der Klärung des Bestehens oder Nichtbestehens eines Rechtsverhältnisses, der Anerkennung einer Urkunde oder der Feststellung ihrer Unechtheit. Sie ist, wie auch in anderen Verfahrensarten subsidiär gegenüber der Leistungs- oder der Gestaltungsklage, kann also nur erhoben werden, wenn der Kläger sein Klageziel nicht mit einer dieser Klagearten erreichen kann. Bei der Feststellungsklage fordert das Gesetz zudem (§ 256 ZPO) ein sogenanntes Feststellungsinteresse, das heißt, der Kläger muss ein eigenes Interesse an alsbaldiger Feststellung des streitigen Rechtsverhältnisses haben. Es darf nicht ein ausschließlich wirtschaftliches oder persönliches Interesse sein, das Rechtsverhältnis muss durch eine tatsächliche Unsicherheit gefährdet sein und das Feststellungsurteil muss geeignet sein, die Gefährdung zu beseitigen.
Ein erst im Laufe des Prozesses streitig gewordenes Rechtsverhältnis, von dessen Bestehen oder Nichtbestehen die Entscheidung des bereits anhängigen Rechtsstreits ganz oder zum Teil abhängt, kann im Wege der Zwischenfeststellungsklage (§ 256 Abs. 2 ZPO) festgestellt werden. Über diesen Zwischenstreit wird dann durch Zwischenurteil (§ 303 ZPO) entschieden.
Die auf das Nichtbestehen eines Rechtsverhältnisses gerichtete Feststellungsklage wird auch als negative Feststellungsklage bezeichnet.

## Arbeitsgerichtliche Verfahren
Arbeitsgerichtliche Verfahren orientieren sich generell am System des Zivilprozesses. Individualrechtliche Fragen werden im Urteilsverfahren entschieden, kollektivrechtliche Fragen werden im Beschlussverfahren entschieden.

## Öffentlich-rechtliche Verfahren
Im öffentlichen Recht können Streitigkeiten nicht nur vor den Fachgerichten, sondern unter Umständen auch vor den Verfassungsgerichten ausgetragen werden. Öffentlich-rechtliche Streitigkeiten sind schließlich, wenn sie auf kirchenrechtlichen Regelungen beruhen, auch vor Kirchengerichten denkbar; die kirchenrechtlichen Verfahrensordnungen orientieren sich häufig an den Klagearten des staatlichen Prozessrechts.

### Fachgerichte
Der deutsche Verwaltungsprozess sowie die Verfahren der Finanz- und Sozialgerichtsbarkeit kennen ebenfalls Gestaltungsklagen (vor allem die Anfechtungsklage, aber auch den Sonderfall des prinzipalen Normenkontrollverfahrens), Leistungsklagen (vor allem die Verpflichtungsklage, daneben in eingeschränktem Umfang auch die allgemeine Leistungsklage) und die Feststellungsklage.
Der Übersichtlichkeit halber soll die Darstellung hier am Beispiel des verwaltungsgerichtlichen Verfahrens erfolgen.
Die Anfechtungsklage (§ 42 VwGO) ist auf die Aufhebung eines Verwaltungsaktes gerichtet. Sie ist dann gegeben, wenn der Kläger durch einen belastenden Verwaltungsakt in seinen Rechten verletzt wird. Im Falle eines rechtswidrigen Gebührenbescheides etwa geht das Interesse des Klägers dahin, dass das Gericht diesen Bescheid beseitigen möge. Soweit der Kläger vorläufigen Rechtsschutz in Anspruch nehmen muss, steht ihm der Antrag auf Aussetzung der Vollziehung des Verwaltungsakts (§ 80 Abs. 5 VwGO) zur Verfügung.
Die ebenfalls in § 42 VwGO geregelte Verpflichtungsklage verfolgt hingegen das Ziel, die Behörde zum Erlass eines bestimmten Verwaltungsaktes zu verpflichten. Lehnt etwa die Behörde die Erteilung einer Gewerbeerlaubnis ab, so würde die Anfechtung des Ablehnungsbescheides dem Kläger nicht viel nutzen, weil er auch dann, wenn dieser Bescheid aufgehoben würde, die erstrebte Erlaubnis noch nicht besäße. Sein Klageziel ist daher der Ausspruch, dass die Behörde zum Erlass des Verwaltungsakts verpflichtet wird.
Die Feststellungsklage (§ 43 VwGO) richtet sich im öffentlichen Recht auf die Feststellung des Bestehens oder Nichtbestehens eines strittigen Rechtsverhältnisses oder der Nichtigkeit eines Verwaltungsaktes. Wie im Zivilprozess ist sie subsidiär, also nur gegeben, wenn der Kläger sein Ziel nicht mit der Anfechtungs- oder Verpflichtungsklage verfolgen kann. Eine Variante der Feststellungsklage ist die Fortsetzungsfeststellungsklage (§ 113 Abs. 1 S. 4 VwGO) mit dem Ziel der nachträglichen Feststellung der Rechtswidrigkeit eines Verwaltungsaktes. Diese ist in Fällen bedeutsam, in denen ein Verwaltungsakt rechtswidrig war, der sich zum Zeitpunkt der Entscheidung über die Klage aber bereits erledigt hat. Dies kann zum Beispiel bei polizeilichen Maßnahmen der Fall sein. Die nachträgliche Feststellung ist aber nur dann zulässig, wenn der Kläger insoweit ein besonderes Rechtsschutzbedürfnis hat, etwa, weil er auf der Grundlage der erlangten Feststellung Schadensersatzansprüche geltend machen will.
Die Leistungsklage (§ 40 Abs. 1 i. V. m. § 43 Abs. 2 VwGO) mit dem Ziel der Vornahme oder des Unterlassen schlicht hoheitlichen Verwaltungshandelns bzw. eines Realaktes, ist dort gegeben, wo die Verwaltung in anderer Weise als durch Verwaltungsakt tätig wird. In Abgrenzung zu den verwaltungsaktbezogenen Klagearten spricht man hier auch von der allgemeinen Leistungsklage. Im finanzgerichtlichen Verfahren ist zu beachten, dass der Bundesfinanzhof es für erforderlich hält, dort, wo es möglich ist, einen Verwaltungsakt, etwa einen Abrechnungsbescheid herbeizuführen und nur dann, wenn dies nicht möglich sein sollte, die Leistungsklage für gegeben hält.
Die prinzipale Normenkontrolle (§ 47 VwGO) hat das Ziel, Satzungen und sonstige im Rang unter dem Landesgesetz stehende Normen auf deren Gültigkeit zu überprüfen, beispielsweise Bebauungspläne, die nach dem Baugesetzbuch (BauGB) eine Satzung sind.
Der Kommunalverfassungsstreit ist ein Innenrechtsstreit auf Gemeindeebene. So können etwa Streitigkeiten zwischen Bürgermeister und Gemeinderat oder dessen Mitglieder vor die Verwaltungsgerichte gebracht werden. Die VwGO ist auf Außenrechtsstreitigkeiten ausgelegt, sodass es an einer ausdrücklichen Regelung fehlt. Daher werden vor allem die Normen über die Leistungs- und Feststellungsklage, teils analog, angewandt. Auch in anderen Körperschaften der Selbstverwaltung sind solche Streitigkeiten denkbar.

### Verfassungsgerichte
Auch das Verfassungsprozessrecht des Bundesverfassungsgerichts und der Landesverfassungsgerichte kennt verschiedene Klagearten. Dort ist ihre Bedeutung sogar noch größer, weil es anders als im Verwaltungsprozessrecht keine zuständigkeitsbegründende Generalklausel gibt, sondern die Verfassungsgerichte nur dann zur Entscheidung berufen sind, wenn eine der enumerativ aufgezählten Klagearten einschlägig ist.
Das in Grundgesetz und Bundesverfassungsgerichtsgesetz (BVerfGG) geregelte Verfahrensrecht des Bundesverfassungsgerichts kennt vor allem (vollständige Aufzählung in § 13 BVerfGG) folgende Klagearten:
Als objektive prinzipale Normenkontrollverfahren die abstrakte Normenkontrolle, die eine Überprüfung von Normen ohne konkreten Anlass ermöglicht, und die konkrete Normenkontrolle, bei der auf Vorlage eines Gerichts ein formelles Gesetz überprüft wird, auf dessen Gültigkeit es im fachgerichtlichen Verfahren ankommt.
Als subjektive Verfahren kennt das Verfassungsprozessrecht den Innenrechtsstreit des Organstreitverfahrens, bei dem oberste Bundesorgane bzw. deren Mitglieder um Innenrechtspositionen streiten, sowie den Außenrechtsstreit des Bund-Länder-Streits und der Kommunalverfassungsbeschwerde. Die Verletzung von Grundrechten kann mit der Verfassungsbeschwerde gerügt werden. Sofern inzident die Wirksamkeit eines Gesetzes geprüft wird, gilt die Entscheidung hier nicht nur für den Einzelfall, sondern hat wie bei den prinzipalen Normenkontrollverfahren Gesetzeskraft (§ 31 Abs. 2 S. 2 BVerfGG).